# 尖叶唐松草
尖叶唐松草（学名：Thalictrum acutifolium）为毛茛科唐松草属下的一个种。

## 扩展阅读
- 維基物種上的相關：尖叶唐松草